# Кормак Эгмундарсон
Кормак Эгмундарсон (др.-сканд. Kormákr Ögmundarson, ок. 930 — ок. 970) — исландский скальд.
Автор поэмы в честь конунга Харальда[уточнить] и хладирского ярла Сигурда и многочисленных любовных песен и саг, самая известной из которых считается «Сага о Кормаке», одна из «родовых саг». В этой саге описывается история любви Кормака к Стейнгерд, которая была выдана замуж за его соперника вопреки помолвке. Сага заканчивается гибелью Кормака в битве в Шотландии, куда он направился покинув Исландию после отказа Стейнгерд. 